# Schoderstedt
Schoderstedt ist ein zu Königslutter am Elm gehörender Wohnplatz, im Landkreis Helmstedt in Niedersachsen gelegen.

## Geographie und Verkehrsanbindung
Schoderstedt liegt im Osten von Niedersachsen, rund zwei Kilometer nordöstlich der Innenstadt von Königslutter. Durch Schoderstedt führt die Kreisstraße 9, die in Norden von der Kreisstraße 8 abzweigt und im Süden nach Rottorf führt. Mit der Landesstraße 290 ist Schoderstedt durch die Schoderstedter Straße verbunden. Buslinien führen von Schoderstedt bis nach Helmstedt und Königslutter.

## Geschichte
Das alte Dorf Schoderstedt (Scoderstedt) scheint im Jahre 1454 wüst zu sein. Seine Bewohner, 36 Bauern, ließen sich überwiegend am Nordrand von Königslutter nieder.
1927 begann in der Gemarkung Königslutter der Bau der heutigen Ortschaft Schoderstedt als landwirtschaftliche Siedlung. Neben einem Resthof entstanden 15 Neubauernstellen an der von Rottorf nach Beienrode führenden Straße. Die 1927/28 erbaute Siedlung bekam zunächst den Namen Neuschoderstedt, der teilweise auch Neu-Schoderstedt und Neu Schoderstedt geschrieben wurde. Später wurde der Ort in Schoderstedt umbenannt.
Die seit mindestens 1930 bestehende Posthilfstelle wurde wieder geschlossen, in Schoderstedt ist noch ein Postbriefkasten vorhanden. Einzelhandel oder Gastronomie bestehen in Schoderstedt nicht.